# .wf
.wf je internetová národní doména nejvyššího řádu pro Wallis a Futuna.